# Droga ku Szczęściu
Droga ku Szczęściu (dawniej niem. Kayserweg) – droga w południowo-zachodniej Polsce, w woj. dolnośląskim, powiat kłodzki.
Jest to droga lokalna w Górach Orlickich, prowadząca z Dusznik-Zdroju do Zieleńca.

## Przebieg drogi
Droga zaczyna się na wysokości 575 m n.p.m. w dolinie górnej Bystrzycy Dusznickiej, w południowo-zachodniej części Dusznik-Zdroju. W odcinku początkowym droga trawersuje stok góry Ołtarz. Następnie prowadzi Doliną Strążyską, gdzie biegnie wschodnim zboczem Stołka, Wilczym Zboczem i mija wieś Graniczna, a następnie przechodzi pod Sołtysią Kopą, gdzie w okolicy nieczynnego kamieniołomu łączy się z drogą wojewódzką nr 389, (zwanej Drogą Orlicką). Droga ku Szczęściu prowadzi lasem regla dolnego i na długości około 6 km pokonuje różnicę wzniesień 335 m.
W przeszłości droga stanowiła jedną z najbardziej popularnych tras turystycznych. Korzystali z niej głównie kuracjusze z Dusznik, wędrując nią do Zieleńca i na Orlicę przez Złotą Sztolnię. Przed wojną nosiła nazwę miejscowego inspektora leśnego, Kaysera. Obecnie nadal jest popularnym wśród turystów i uczęszczanym szlakiem.

## Turystyka
– wzdłuż drogi prowadzi niebieski szlak narciarski z Dusznik do Zieleńca.